# Talking Heads: 77
Talking Heads: 77 es el primer álbum de estudio de la banda estadounidense Talking Heads. Fue grabado en 1977 en los Sundragon Studios de Nueva York y lanzado el 16 de septiembre de ese año por Sire Records.
Ocupó el puesto 97 en el Billboard 200 de 1978.
En 1977 la banda firmaría con Sire Records, y en febrero de ese año lanzaron su primer sencillo, «Love → Building on Fire», el que no sería incluido en su álbum debut. Cabe destacar que este fue el único álbum lanzado antes del comienzo de la relación de la banda con Brian Eno.
En 2003, la revista Rolling Stone ubicó al álbum en el puesto 290 de la lista «Los 500 mejores álbumes de todos los tiempos».

## Lista de canciones
| N.º | Título                              | Duración |  |
| 1.  | «Uh-Oh, Love Comes to Town»         | 2:48     |  |
| 2.  | «New Feeling»                       | 3:09     |  |
| 3.  | «Tentative Decisions»               | 3:04     |  |
| 4.  | «Happy Day»                         | 3:55     |  |
| 5.  | «Who Is It?»                        | 1:41     |  |
| 6.  | «No Compassion»                     | 4:47     |  |
| 7.  | «The Book I Read»                   | 4:06     |  |
| 8.  | «Don't Worry About The Government»  | 3:00     |  |
| 9.  | «First Week/Last Week ... Carefree» | 3:19     |  |
| 10. | «Psycho Killer»                     | 4:19     |  |
| 11. | «Pulled Up»                         | 4:29     |  |

## Créditos

### Talking Heads
- David Byrne – voz principal, guitarra
- Chris Frantz – batería, steel pan
- Jerry Harrison – vocales, guitarra
- Tina Weymouth – bajo

### Producción
- Tony Bongiovi – productor
- Joe Gastwirt – masterización
- Lance Quinn – productor
- Ed Stasium – ingeniero

### Ilustración
- David Byrne – diseño de la portada
- Mick Rock – fotógrafo[2]